# Китайська головоломка
«Кита́йська головоло́мка» (фр. Casse-tête chinois) — французька комедійна мелодрама режисера, сценариста і продюсера Седріка Клапіша, що вийшла 2013 року. У головних ролях Ромен Дюрі, Келлі Райллі, Одрі Тоту.
Вперше фільм продемонстрували 23 серпня 2013 року у Франції на Кінофестивалі франкофонії в Ангулемі. В Україні у кінопрокаті прем'єра фільму відбулась 8 травня 2014 року.

## Сюжет
Ксав'є Руссо 40 років, він довго не міг визначитися з тим, яку собі дружину вибррати. От він одружився з англійкою Венді, у них двоє дітей. Проте дружина покидає його, забирає дітей і виїжджає до Нью-Йорка. Ксав'є їде за ними, щоб бачитись з дітьми.

## Творці фільму

### Знімальна група
Кінорежисер — Седрік Клапіш, сценаристом був Седрік Клапіш, кінопродюсерами — Седрік Клапіш і Бруно Леві, виконавчі продюсери — Рафаель Беноліель і Керол Кадді. Композитор: Крістоф Мінск, кінооператор — Наташа Брейєр, кіномонтаж: Анне-Софі Біон. Підбір акторів: Енн Ґолдер, Ґейл Келлер і Жанна Міллет, художник-постановник — Рошель Берлінер і Марі Кемікаль, художник по костюмах — Маттео Де Космо.

### У ролях
| Актор           | Персонаж                         | Роль                              |
| --------------- | -------------------------------- | --------------------------------- |
| Ромен Дюрі      | Ксав'є Руссо фр. Xavier Rousseau | 40-річний француз                 |
| Келлі Райллі    | Венді фр. Wendy                  | перша дружина Ксав'є              |
| Одрі Тоту       | Мартіна фр. Martine              | подруга Ксав'є                    |
| Сесіль де Франс | Ізабель фр. Isabelle             | знайома Ксав'є                    |
| Сандрін Голт    | Ю фр. Ju                         | американка китайського походження |

## Сприйняття

### Критика
Фільм отримав здебільшого позитивні відгуки: Rotten Tomatoes дав оцінку 75 % на основі 61 відгуку від критиків (середня оцінка 6,4/10) і 69 % від глядачів зі середньою оцінкою 3,6/5 (2,664 голоси). Загалом на сайті фільми має позитивний рейтинг, фільму зарахований «стиглий помідор» від кінокритиків і «попкорн» від глядачів, Internet Movie Database — 7,1/10 (4 999 голосів), Metacritic — 64/100 (24 відгуки критиків) і 5,8/10 від глядачів (8 голосів). Загалом на цьому ресурсі від критиків фільм отримав позитивні відгуки, а від глядачів — змішані.

### Касові збори
Під час показу у Франції, що розпочався 4 грудня 2013 року, протягом першого тижня фільм показали у 542 кінотеатрах і він зібрав 3,786,078 $, що на той час дозволило йому зайняти 3 місце серед усіх прем'єр. Показ стрічки протривав 6 тижнів і завершився 12 січня 2014 року. За цей час стрічка зібрала 13,269,807 $.
Під час показу у США, що розпочався 16 травня 2014 року, протягом першого тижня фільм показали у 2 кінотеатрах і він зібрав 23,544 $, що на той час дозволило йому зайняти 53 місце серед усіх прем'єр. Показ фільму протривав 63 дні (9 тижнів) і завершився 17 липня 2014 року. За цей час фільм зібрав у прокаті у США 338,523  доларів США(за іншими даними 336,500 млн $).

### Нагороди і номінації[12]
| Рік  | Нагорода                                  | Категорія                                  | Номінант                  | Результат  |
| ---- | ----------------------------------------- | ------------------------------------------ | ------------------------- | ---------- |
| 2014 | 39-та кінопремія «Сезар»                  | Найкраща оригінальна музика                | Лоїк Дюрі і Крістоф Мінск | Номінація  |
| 2014 | Міжнародний кінофестиваль у Сан-Франциско | Найкраща художна особливість               | Седрік Клапіш             | 2-ге місце |
| 2014 | Фестиваль романтичних фільмів у Кабурі    | Приз «Перше побачення» за акторський дебют | Флоре Бонавентура         | Перемога   |

### Виноски
1. 1 2  Casse-tête chinois: Release Info (англ.). Internet Movie Database. Архів оригіналу за 8 Квітня 2015. Процитовано 3 жовтня 2014.
2. 1 2  Китайська головоломка. Kino-teatr.ua. Архів оригіналу за 6 Жовтня 2014. Процитовано 3 жовтня 2014.
3. ↑  Les 14 films français qui ont franchi le million d’entrées en 2013 (фр.). Destination Ciné. 28 грудня 2013. Архів оригіналу за 6 Жовтня 2014. Процитовано 3 жовтня 2014.
4. 1 2  Chinese Puzzle (англ.). Box Office Mojo. Архів оригіналу за 6 Жовтня 2014. Процитовано 3 жовтня 2014.
5. 1 2  Casse-tête chinois (англ.). Internet Movie Database. Архів оригіналу за 24 Вересня 2014. Процитовано 3 жовтня 2014.
6. ↑  Chinese Puzzle (англ.). Allmovie. Архів оригіналу за 18 Травня 2014. Процитовано 3 жовтня 2014.
7. ↑  Casse-tête chinois: Full Cast & Crew (англ.). Internet Movie Database. Архів оригіналу за 8 Квітня 2015. Процитовано 3 жовтня 2014.
8. ↑  Chinese Puzzle (англ.). Rotten Tomatoes. Архів оригіналу за 17 Жовтня 2014. Процитовано 3 жовтня 2014.
9. ↑  Chinese Puzzle (англ.). Metacritic. Архів оригіналу за 8 Серпня 2014. Процитовано 3 жовтня 2014.
10. ↑  Chinese Puzzle — Ukraine Weekend Box Office (англ.). Box Office Mojo. Архів оригіналу за 6 Жовтня 2014. Процитовано 3 жовтня 2014.
11. ↑  Casse-tête chinois (англ.). The Numbers. Архів оригіналу за 6 Жовтня 2014. Процитовано 3 жовтня 2014.
12. ↑  Casse-tête chinois: Awards (англ.). Internet Movie Database. Архів оригіналу за 8 Квітня 2015. Процитовано 3 жовтня 2014.